# 206

## Родени
- Требониан Гал, римски император († 253)